# محكمة الموتى
محكمة الموتى هي عقيدة إيمانية لدى قدماء المصريين اعتقدوا من خلالها أن الروح تتعرض للمحاكمة، حيث يقف الميت أمام محكمة تتكون من 42 قاضياً يمثّلون إقليم مصر ويرأسهم إله الموت أنوبيس. خلال المحاكمة، يقوم الميت بسرد أعماله الحسنة فيما يتبرأ من أعماله السيئة مثل السرقة والقتل. وبعد ذلك يوضع قلب الميت في إحدى كفتي ميزان العدالة وفي الكفة الأخرى توضع ريشة تمثل الإلهة ماعت إلهة الحق والصدق والعدالة، فإن خفت موازينه يكون مصيره الجنة والنعيم الأبدي وإن ثقلت موازينه كان مصيره العذاب.